# Irina
Irina ist ein weiblicher Vorname.

## Herkunft und Bedeutung
Der Name ist eine Form von Irene (Herkunft und Bedeutung siehe dort). Er ist überwiegend im osteuropäischen Sprachraum verbreitet, eine Koseform ist Ira.

## Namensträgerinnen

### Irina

#### A
- Irina Abyssowa (* 1980), russische Triathletin
- Irina Alfjorowa (* 1951), russische Schauspielerin
- Irina Allegrowa (* 1952), russische Popsängerin
- Irina Antonowa (1922–2020), russische Museumsleiterin
- Irina Archipowa (1925–2010), sowjetische Sängerin (Mezzosopran)
- Irina Asmus (1941–1986), sowjetische Schauspielerin und Zirkusdarstellerin

#### B
- Irina Belowa (* 1968), russische Leichtathletin
- Irina von Bentheim (* 1962), deutsche Schauspielerin und Synchronsprecherin
- Irina Benua (1912–2004), sowjetisch-russische Architektin und Restauratorin
- Irina Berezina (* 1965), australische Schachspielerin
- Irina Blisnowa (* 1986), russische Handballspielerin
- Irina Bogatschowa (* 1961), kirgisische Marathonläuferin
- Irina Bokowa (* 1952), bulgarische Politikerin
- Irina Borissowa (* 2000), russische Badmintonspielerin
- Irina Brandstetter (* 1966), russisch-österreichische Volleyballspielerin und -trainerin

#### C
- Irina Chabarowa (* 1966), russische Leichtathletin
- Irina Chakamada (* 1955), russische Politikerin
- Irina Chasowa (* 1984), russische Skilangläuferin
- Irina Chudoroschkina (* 1968), russische Kugelstoßerin

#### D
- Irina Demick (1936–2004), französische Schauspielerin
- Irina Deneschkina (* 1981), russische Schriftstellerin

#### E
- Irina Embrich (* 1980), estnische Fechterin
- Irina Emeliantseva (* 1973), russische Komponistin und Pianistin

#### F
- Irina Fjodorowa (1931–2010), sowjetisch-russische Historikerin und Ethnographin

#### G
- Irina Gerassimjonok (* 1970), russische Sportschützin
- Irina Gubanowa (1940–2000), sowjetische bzw. russische Schauspielerin und Synchronsprecherin

#### I
- Irina Ionesco (1930–2022), französische Fotografin

#### J
- Irina Jurewitsch (* 1955), sowjetische bzw. russische Schauspielerin

#### K
- Irina Kalentjewa (* 1977), russische Mountainbikerin
- Irina Kalinina (* 1959), sowjetische Wasserspringerin
- Irina Karamarković (* 1978), serbische Sängerin, Komponistin und Autorin
- Irina Kircher (* 1966), deutsche Gitarristin
- Irina Kirchler (* 1983), österreichische Triathletin
- Irina Kirillowa (* 1965), russische Volleyballspielerin
- Irina Korschanenko (* 1974), russische Leichtathletin
- Irina Korschunow (1925–2013), deutsche Schriftstellerin
- Irina Kotichina (* 1980), russische Tischtennisspielerin
- Irina Krush (* 1983), US-amerikanische Schachspielerin
- Irina Kuhnt (* 1968), deutsche Hockeyspielerin

#### L
- Irina Lazareanu (* 1982), kanadische Musikerin und Fotomodell
- Irina Levitina (* 1954), US-amerikanische Schachspielerin russischer Herkunft
- Irina Liebmann (* 1943), deutsche Schriftstellerin
- Irina Litowtschenko (* 1950), sowjetische Hürdenläuferin
- Irina Lobatschowa (* 1973), russische Eistänzerin

#### M
- Irina Malgina (* 1973), russische Biathletin
- Irina Meleschina (* 1982), russische Weitspringerin
- Irina Meszynski (* 1962), deutsche Leichtathletin
- Irina Mikitenko (* 1972), deutsche Langstreckenläuferin kasachischer Herkunft
- Irina Moissejewa (* 1955), russische Eiskunstläuferin
- Irina Moschewitina (* 1985), kasachische Biathletin
- Irina Müller (* 1951), deutsche Ruderin
- Irina Muschailowa (* 1967), russische Leichtathletin

#### N
- Irina Nasarowa (* 1957), sowjetische Leichtathletin
- Irina Nekrassowa (* 1988), kasachische Gewichtheberin
- Irina Nikultschina (* 1974), bulgarische Biathletin

#### O
- Irina Olchownikowa (* 1959), sowjetische Sprinterin

#### P
- Irina Pabst (1928–2004), deutsche AIDS-Aktivistin
- Irina Paley (1903–1990), russische Adelige, Enkelin von Zar Alexander II.
- Irina Pantajewa (* 1967), russisches Fotomodel und Schauspielerin
- Irina Pauls (* 1961), deutsche Choreografin und Regisseurin
- Irina Permitina (* 1968), russische Marathonläuferin
- Irina Potapenko (* 1986), deutsch-ukrainische Schauspielerin
- Irina Pozdejeva, litauische Fußballschiedsrichterassistentin
- Irina Press (1939–2004), sowjetische Leichtathletin
- Irina Priwalowa (* 1968), russische Sprinterin und Hürdenläuferin

#### R
- Irina Rodnina (* 1949), sowjetische Eiskunstläuferin
- Irina Rossichina (* 1975), russische Sprinterin

#### S
- Irina Sapira (* 1944), österreichische Dolmetscherin und Schriftstellerin
- Irina Sarubina (1907–1976), sowjetische Schauspielerin
- Irina Schoettel-Delacher (* 1962), österreichische Politikerin (FPÖ)
- Irina Sluzkaja (* 1979), russische Eiskunstläuferin
- Irina Spîrlea (* 1974), rumänische Tennisspielerin
- Irina Stankina (* 1977), russische Leichtathletin
- Irina Štork (* 1993), estnische Eistänzerin
- Irina Strachowa (* 1959), russische Leichtathletin

#### T
- Irina Tananajko (* 1976), belarussisch-ukrainische Biathletin
- Irina Jakowlewna Tarkowskaja, siehe Irma Rausch
- Irina Teterina (* 1958), sowjetische Ruderin
- Irina Timofejewa (* 1970), russische Langstreckenläuferin
- Irina Tschaschtschina (* 1982), russische Sportgymnastin
- Irina Turowa (1935–2012), sowjetische Leichtathletin
- Irina Tweedie (1907–1999), russisch-britische Sufilehrerin

#### W
- Irina Wanka (* 1961), deutsche Schauspielerin und Synchronsprecherin
- Irina Wittmer (* 1953), deutsche Schriftstellerin
- Irina Worobjowa (1958–2022), sowjetische Eiskunstläuferin und Eiskunstlauftrainerin
- Irina Wygusowa (* 1974), kasachische Wasserspringerin

### Iryna
- Iryna Babezkaja (* 1986), belarussische Biathletin
- Iryna Farion (1964–2024), ukrainische Philologin und Politikerin (Swoboda)
- Iryna Jattschanka (* 1965), belarussische Diskuswerferin
- Iryna Lischtschynska (* 1976), ukrainische Leichtathletin
- Iryna Merkuschina (* 1968), ukrainische Biathletin
- Iryna Merleni (* 1982), ukrainische Ringerin
- Iryna Mychaltschenko (* 1972), ukrainische Hochspringerin
- Iryna Petrenko (* 1992), ukrainische Biathletin
- Iryna Sekatschowa (* 1976), ukrainische Hammerwerferin